# 406e brigade d'artillerie navale
Pour les articles homonymes, voir 406e brigade.
La 406e brigade d'artillerie, de son nom complet la 406e brigade séparée d'artillerie nommée d'après le général Oleksi Almazov (en ukrainien : 406-та окрема артилерійська бригада імені генерал-хорунжого Олексія Алмазова, abrégé en 406 оабр ; numéro d'unité militaire А2062), est une grande unité des troupes d'artillerie des Forces terrestres ukrainiennes.
Basée en temps de paix à Mykolaïv, elle a la particularité d'être attachée au Corps de marine, fournissant des batteries côtières ainsi qu'un appui feu aux brigades de marine, les accompagnant en cas d'opération amphibie.

## Historique
La filiation de l'unité remonte à la 301e brigade d'artillerie de l'Armée de terre soviétique, créée à Zaporijjia en avril 1976. Cette unité est transférée en 1983 dans la ville de Simferopol, en Crimée, pour faire partie du 32e corps d'armée soviétique[réf. souhaitée]. En septembre 1990, la brigade passe sous l'autorité de la flotte de la mer Noire. En mars 1993, dans le cadre du partage des unités de la flotte entre la Russie et l'Ukraine, elle est affectée à la seconde. En 2001, elle renommée le 406e régiment d'artillerie (ukrainien : 406-й артилерійський полк) ; puis en 2003 devient un groupe d'artillerie affectée à une brigade d'infanterie (le 406-ту окрему бригадну артилерійську групу) ; enfin en 2006 le 406e groupe d'artillerie côtière (406-ту окрему берегову артилерійську групу).
Le 28 février 2014, la caserne de la brigade à Simferopol est encerclée par des troupes sans insigne ni aucune marque, mais armées à la russe (les « petits hommes verts »). Les membres de la brigade, sous blocus, se voient offrir individuellement trois possibilités : soit rester fidèle à leur serment, se laisser désarmer et partir vers le reste de l'Ukraine, soit démissionner, soit prêter serment de fidélité à la Russie. Si la moitié des officiers et un total de 73 militaires rejoignent la caserne de la 55e brigade à Zaporijjia, tout le reste de l'unité, commandant en tête, reste en Crimée (formant le 8e régiment d'artillerie, du 22e corps d'armée russe).

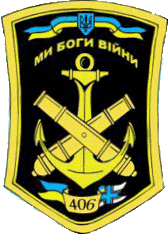
Ancien insigne de la.

Le 17 mars 2015, ce qui reste de l'unité est transférée à Mykolaïv. En août 2018, « afin de restaurer les traditions historiques de l'armée nationale concernant les noms des unités militaires », la brigade reconstituée reçoit à rajouter à sa titulature le nom du général Oleksi Almazov, un officier d'artillerie de l'Armée populaire ukrainienne, qui a combattu l'Armée rouge de 1918 à 1921.
Les unités de la brigade sont engagées au combat contre l'invasion de l'Ukraine par la Russie, à partir de février 2022. En août et septembre 2023, trois des divisions de la brigade sont dispersées le long du front : la 64e division est localisée à l'ouest de l'agglomération de Donetsk, face à Kreminets (uk) ; la 66e division à l'est de Velyka Novossilka, appuyant de ses tirs l'attaque des brigades de marine le long de la Mokri Yaly en direction de Staromlynivka (uk) ; enfin la 67e division au nord-est de Kherson, couvrant la basse-vallée du Dniepr.

## Composition
- État-major de la brigade et son QG ;
- batterie de contrôle (conduite du tir) ;
- division[7] de reconnaissance d'artillerie (pour l'acquisition de cibles) ;
- 64e division d'artillerie ;
- 65e division de missiles côtiers ;
- 66e division d'artillerie ;
- 67e division d'artillerie ;
- compagnie du génie (pour la préparation des positions de tir) ;
- compagnie de maintenance (entretien et réparation) ;
- compagnie de logistique (notamment le transport des munitions) ;
- compagnie de transmissions ;
- compagnie de radar (pour les tirs de contrebatterie) ;
- compagnie médicale (soins et évacuation) ;
- compagnie de protection NBC[8].

Les quatre divisions de la brigade ont la particularité d'être casernées séparément en temps de paix le long du littoral ukrainien : la 64e à Bilhorod-Dnistrovskyï (au sud-ouest d'Odessa), la 65e à Dachne (uk) (banlieue nord d'Odessa), la 66e à Berdiansk (sur la mer d'Azov) et la 67e à Otchakiv (entre Odessa et Kherson). Chaque division comporte trois batteries, mais aussi un peloton de protection, un peloton antiaérien et un peloton de maintenance. L'armement d'artillerie est composé d'obusiers tractés de 152,4 mm modèle 2A36 Guiatsint-B, partiellement remplacés au début de 2023 par ceux de 155 mm M777.

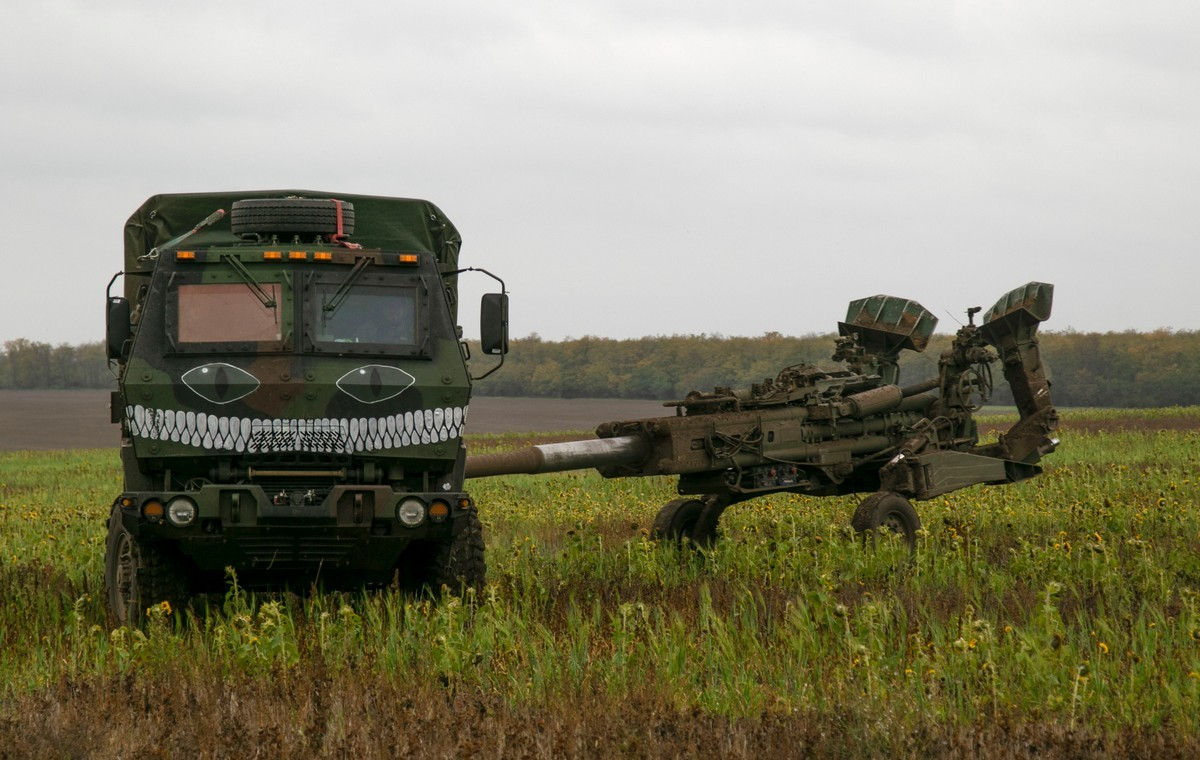
Obusier M777 de la brigade.
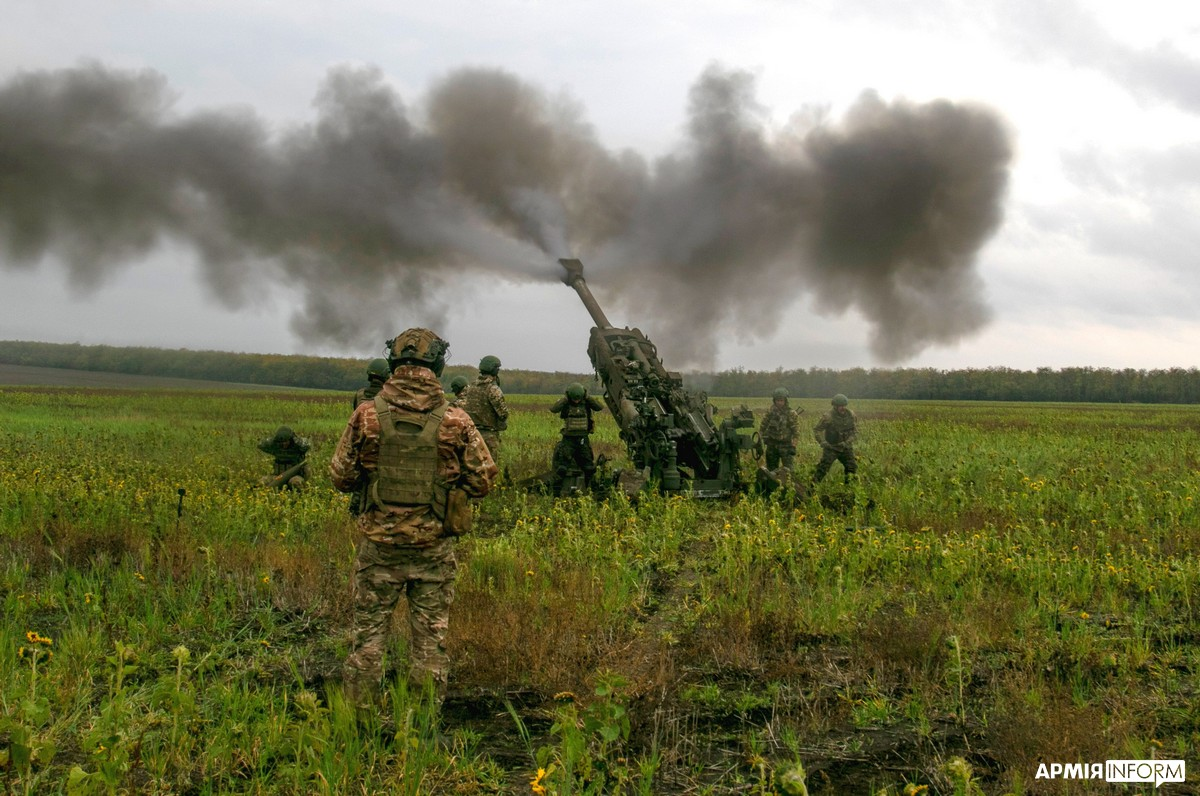
Le même, en octobre 2022.